# Matthew Wilkas
Matthew Wilkas (ur. 20 kwietnia 1978 w Maine) – amerykański aktor filmowy, telewizyjny i sceniczny, okazjonalnie dramaturg.

## Życiorys

### Wczesne lata
Urodził się w Maine. Jego miastem rodzinnym jest Camden. Wychowywał się w rodzinie katolickiej. Ma siostrę Beth.

### Kariera
W 2003 wystąpił gościnnie w sitcomie ABC Hope i Faith (Hope & Faith). W 2009 zagrał potać Grega w niezależnej komedii Sad Sack Sally, a także wystąpił w roli Petera w komediodramacie The Bits in Between. W krótkometrażowym romansie Curious Thing (2010) wcielił się w Sama, heteroseksualnego mężczyznę, który zaprzyjaźnia się ze skrytym gejem. Następnie pojawił się w reżyserowanej przez Chrisa Rocka komedii romantycznej Pierwsza piątka (Top Five, 2014) i horrorze You're Killing Me (2015). 
Zaangażowano go do prac nad sitcomem Nierandkowalni (Undateable), lecz gdy serial wykupiony został przez telewizję NBC, oferowaną mu rolę Bretta przejął David Fynn. Wilkas wystąpił jednak w odcinku pilotażowym.
Stał się znany z ról w projektach o tematyce LGBT. W 2012 zdobył popularność dzięki pierwszoplanowemu występowi w komedii Gejbi (Gayby). Jego rolę wyróżniono podczas The Los Angeles Outfest Film Festival oraz Ashland Independent Film Festival. Gościnnie pojawił się w serialach stacji HBO Spojrzenia (Looking, 2014), Logo TV EastSiders (2015-2017) i New York Is Dead (2017).
W 2012 i 2013 występował na Broadwayu w adaptacji musicalu Spider-Man: Turn Off the Dark. Grał też między innymi na scenach The Sundance Theatre Institute, The Huntington Theatre Company i The Rattlestick Playwrights Theater.
Poza aktorstwem zajmuje się też pisaniem sztuk teatralnych. Satyra Pageant Play, którą stworzył wraz z Markiem Setlockiem, miała swoją premierę podczas Berkshire Theatre Festival w Stockbridge w stanie Massachusetts.

## Życie prywatne
Jest gejem. W listopadzie 2015 związał się z Gusem Kenworthy, amerykańskim narciarzem dowolnym, medalistą olimpijskim. 
W listopadzie 2012 magazyn „Out” uwzględnił Wilkasa w rankingu najistotniejszych osób LGBT roku. Bliski przyjaciel aktorki Jenn Harris, z którą wystąpił w filmie Gejbi.

## Dorobek artystyczny

### Filmografia
| Aktor - 2003: Hope i Faith (Hope & Faith) jako mężczyzna niosący trumnę - 2008: The New Twenty jako mężczyzna na wycieczce - 2008: Brzydula Betty (Ugly Betty) jako kelner - 2009: Sad Sack Sally jako Greg - 2009: The Bits in Between jako Peter - 2010: Gayby jako Matt - 2010: Curious Thing jako Sam - 2011: Fest Selects: Best Gay Shorts, Vol. 1 jako Matt - 2011: Gayby: Deleted Scenes jako Matt - 2012: Gejbi (Gayby) jako Matt | - 2012: Gayby: Gag Reel jako Matt/on sam - 2014: Nierandkowalni (Undateable) jako Brett (tylko w odcinku pilotażowym) - 2014: Saint Francis jako Greg - 2014: Spojrzenia (Looking) jako Benjamin - 2014: Pierwsza piątka (Top Five) jako Ryan - 2015: EastSiders jako Kevin - 2015: You're Killing Me jako Andy - 2015: This Bachelorette Party Sucks - 2016: New York Is Dead jako Felix - 2017: Mumia (The Mummy) jako reporter - 2018: Brown Rice jako Brady |

Scenarzysta
- 2016: New York Is Dead

Producent telewizyjny
- 2016: New York Is Dead

### Występy teatralne
- 2012, Broadway: Spider-Man: Turn Off the Dark jako Peter Parker (dubler)/Flash Thompson/Bud
- 2013, Broadway: Spider-Man: Turn Off the Dark jako Peter Parker

## Nagrody i nominacje
| Rok  | Nagroda                               | Kategoria                | Film  | Rezultat |
| ---- | ------------------------------------- | ------------------------ | ----- | -------- |
| 2012 | The Los Angeles Outfest Film Festival | Five in Focus            | Gejbi | Wygrana  |
| 2012 | Ashland Independent Film Festival     | Ashland Independent Film | Gejbi | Wygrana  |